# Halichoeres trimaculatus
Halichoeres trimaculatus är en fiskart som först beskrevs av Jean René Constant Quoy och Gaimard, 1834.  Halichoeres trimaculatus ingår i släktet Halichoeres och familjen läppfiskar. IUCN kategoriserar arten globalt som livskraftig. Inga underarter finns listade i Catalogue of Life.